# 海龙级潜艇
海龙（Kairyū，"Sea Dragon"） 是日本帝国海军的一种小型潜艇，设计于1943-1944年，从1945年初开始生产。这些潜艇的目的是在美国海军进攻东京附近海域时与之交战。

## 历史

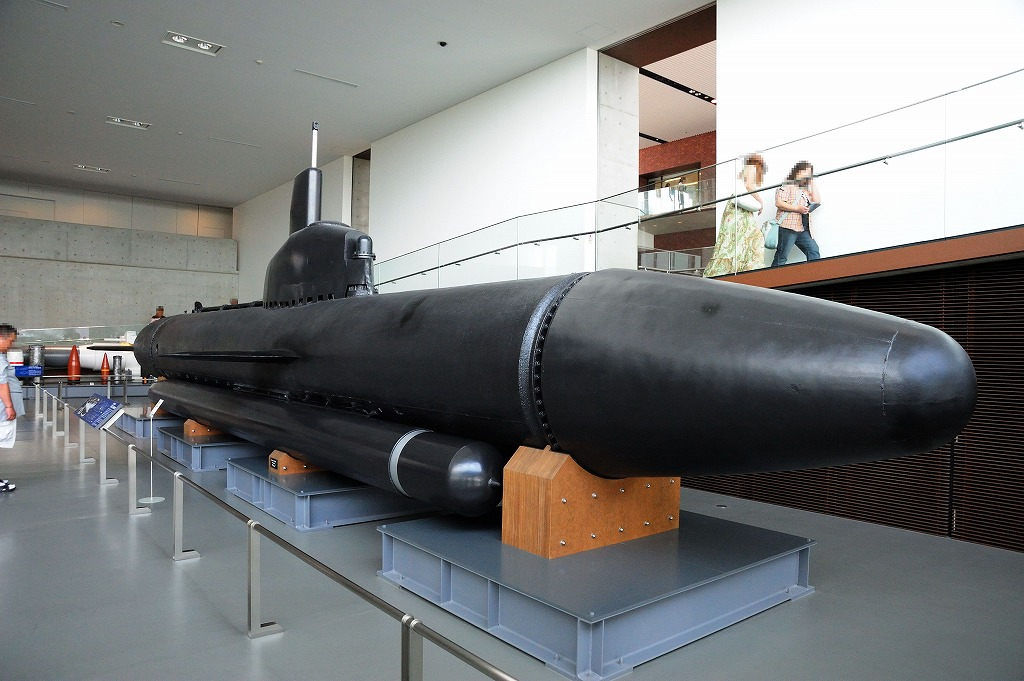
大和博物馆的海龙

日本原计划建造750多艘这样的潜艇，至1945年8月，实际制造了 约210艘。其中大部分是在横须贺造船厂建造的。这些潜艇有两名船员，并配备了两枚鱼雷和一个600kg用于自杀任务的炸弹。
大多数海龙潜艇都驻扎在横须贺，以在美国入侵日本本土时最有可能登陆的东京湾。其中一些潜艇还驻扎在三浦半岛南端的诸矶和油壶入口，那里还设有一所培训学校。
由于日本在1945年8月投降，在长崎和广岛原子弹爆炸后，这些潜艇都没有行动。

## 技术细节

海龙级小型潜艇的总体布置

Kairyu级的所有改型均由3段用螺栓连接在一起的焊接钢制成。这些部分是前部（弹头）、中部（柴油发动机、镇流器、燃料、控制装置和电池），最后是尾部（马达和控制平面）。
弓段可以安装或不安装弹头。
在船头之后是中央部分，首先是电动机的电池和气瓶。然后是试验区。他有许多控制装置，包括前后俯冲飞机和方向舵的控制装置、油、燃料和水的阀门以及潜望镜升/降控制装置。飞行员身后是主压载舱和燃油箱。
燃油箱和压载箱的后面是直列六缸柴油发动机，其次是船尾配平箱、变速箱和减速电机，最后是电动机和螺旋桨。
在指挥塔中通常有一个4型磁制罗盘，但在一些早期型号中，船本身就有一个97型陀螺罗盘。 

### 第三次修改版
虽然原始和第二次修改实际上是相同的，但该类的第三次修改有一些显着差异。
三改后的海龙号全长160公分，前俯冲飞机已移至指挥塔前方。外部磁罗盘被拆除，油箱现在安装在飞行员控制区之前。指挥塔后方还有第二个潜望镜。
仅生产3艘的该模型很可能仅被用于训练目的

## 残余潜艇
在康涅狄格州格罗顿新伦敦海军潜艇基地的美国海军潜艇学校展出了一艘海龙级潜艇，剖切以显示内部细节。